# Air Asie
Air Asie est une compagnie aérienne française disparue, qui a opéré entre 1928 et 1930 des liaisons aériennes entre la France et l’Indochine française. En 1930 elle a été absorbée par Air Orient.